# H3 (潜水艦)
H3 (HMS H3) はイギリス海軍の潜水艦。H級。

## 艦歴
モントリオールのカナディアン・ヴィッカース社で建造された。1915年1月11日進水。同年6月3日就役。
就役後、「H3」は仮装巡洋艦「カルガリアン (HMS Calgarian)」に護衛されてニューファンドランド島のセントジョンズからジブラルタルまで大西洋を横断した。「H3」には「H1」、「H2」、「H4」が同行した。
H3は1916年7月15日にコトル湾で触雷して沈没した。